# Viatcheslav Zaïtsev (couturier)
Pour les articles homonymes, voir Zaïtsev.
Viatcheslav Zaïtsev, né le 2 mars 1938 à Ivanovo (oblast d'Ivanovo, URSS) et mort le 30 avril 2023 à Chtchiolkovo (oblast de Moscou, Russie), est un couturier et costumier soviétique puis russe, plus connu sous le nom de Slava Zaïtsev.

## Biographie
Viatcheslav Zaïtsev est le fils de Mikhaïl Iakovlevitch Zaïtsev et Maria Ivanovna Zaïtseva. Son père, victime des répressions staliennes, est en prison dans un camp, et sa mère est alors femme de ménage et blanchisseuse,. L’enfant étudie à l’école secondaire no 22 d’Ivanovo. Comme son père a été déclaré ennemi du peuple, Zaïtsev se voit privé de poursuites d’études dans une école industrielle, une école de théâtre, et une école d’entraînement de pilotes. Il rejoint donc en 1952 la faculté des arts appliqués de l’université de chimie et de technologie d’Ivanovo, s’intéresse plus particulièrement aux processus de fabrication, et reçoit les autorisations nécessaires pour devenir artiste du textile. Après l’obtention de son diplôme universitaire avec mention en 1956, il part pour Moscou, où il poursuit ses études à l’Institut du textile de Moscou, d’où il sort en 1962 avec une licence universitaire en peinture et conception. Durant ses études dans la capitale, il rencontre Marina Vladimirovna Zaïtseva, qu’il épouse en 1959. Le couple a un fils en 1960, Iegor Viatcheslavovitch Zaïtsev,,.

### Carrière

#### En URSS
À cette époque, la couture soviétique est dominée par Zaïtsev et Valentin Ioudachkine ; Zaïtsev étant comparé à d’autres couturiers mondialement reconnus, comme Christian Lacroix, Christian Dior, Pierre Cardin ou Yves Saint Laurent. Bien qu’il soit considéré comme capable de jouer dans la cour des grands couturiers occidentaux, Zaïtsev se plie aux lois du régime communiste, qui lui interdisent de travailler en dehors de l’URSS et de la Tchécoslovaquie. Alexandre Vassiliev, un historien de la mode et couturier né en Russie mais travaillant à Paris, déclare que « [si] il avait pu montrer ses collections à l’étranger, il aurait pu devenir mondialement célèbre ».
En mars 1962, il rejoint la « fabrique de vêtements techniques expérimentaux de Mosoblsovnarkhoza » en tant que directeur artistique, et devient responsable de la production des vêtements pour femme vendus à Moscou et sa région. Il attire l’attention en 1963 en concevant une version habillé du telogreika, un vêtement militaire soviétique matelassé, des jupes inspirées des motifs de châles de Pavlovski Possad, et des bottes feutrés (valenki) multicolores pour les ouvriers des kolkhozes. Les autorités vantent ses créations « éclatantes de toutes les couleurs de l’arc-en-ciel », mais le Conseil des méthodes n’approuve pas leur production. En février 1963, Paris Match devient le premier magazine occidental à présenter Zaïtsev, et place ses collections en haute estime,,,,.